# Danske Sønderjydske Krigsdeltageres Forening
Danske Sønderjydske Krigsdeltageres Forening (DKS) var en dansk forening for dansksindede sønderjyder som havde deltaget i tyske krigstjeneste under 1. verdenskrig. Foreningen udgav mellem 1941 til 1972 årbog, her berettede krigsveteranerne om deres oplevelser. Foreningen blev grundlagt i 1936 og opløst i 1988.

## Om foreningen
DKS blev grundlagt den 11. november 1936 i Christiansfeld. Ved foreningens højdepunkt havde den omkring 8.000 medlemmer, medlemstallet faldt dog i takt med at veteranerne døde. I 1955 havde foreningen 94 afdelinger. Fra 1941 og frem til 1972 udgav foreningen en årbog, men på grund af alderdom blandt foreningens medlemmer stoppede man bogens udgivelse, foreningen blev dog først nedlagt i 1988.
Den 31. juli 1988 blev foreningen nedlagt på dens årsmøde i Åbenrå. Foreningens protokoller og andre arkivalier er blevet afleveret til Landsarkivet for Sønderjylland og faner til Sønderborg Slot, en del faner hænger dog også i sønderjyske kirker og forsamlingshuse. Den sidste DSK’er døde i 2004.